# Kainantu
Kainantu – miasto w Papui-Nowej Gwinei, w prowincji Eastern Highlands. Według danych szacunkowych na rok 2013 liczy 12 702 mieszkańców.